# コマルカ・デ・アジャリス＝マセーダ
コマルカ・デ・アジャリス＝マセーダ（Comarca de Allariz - Maceda）はスペインのガリシア州オウレンセ県のコマルカで、同県の中部に位置する。
アジャリス、バーニョス・デ・モルガス、マセーダ、パデルネ・デ・アジャリス、シュンケイラ・デ・アンビーア、シュンケイラ・デ・エスパダネードの6自治体によって構成される。
隣接するコマルカは、北がコマルカ・デ・オウレンセ、東がコマルカ・ダ・テーラ・デ・カルデーラス、南がコマルカ・ダ・リミア、西がコマルカ・ダ・テーラ・デ・セラノーバと接している。
面積は382.15km²で、2010年の人口は15,155人（2009年：15,154人、2007年：15,015人）。コマルカの中心的地区はアジャリスのサンティアゴ・デ・アジャリス教区のアジャリス地区とマセーダのマセーダ教区のマセーダ地区。

## 地理
| コマルカ・デ・アジャリス＝マセーダの構成自治体（2010年） |            |             |                    |
| 自治体                                                   | 人口（人） | 面積（km²） | 人口密度（人/km²） |
| アジャリス                                               | 5,910      | 86.0        | 68.7               |
| バーニョス・デ・モルガス                                 | 1,807      | 67.6        | 26.7               |
| マセーダ                                                 | 3,153      | 101.9       | 17.0               |
| パデルネ・デ・アジャリス                                 | 1,604      | 38.8        | 24.4               |
| シュンケイラ・デ・アンビーア                             | 1,733      | 60.2        | 52.4               |
| シュンケイラ・デ・エスパダネード                         | 948        | 27.6        | 58.1               |
| 計                                                       | 15,155     | 382.1       | 39.7               |
| 出典: INE（スペイン国立統計局）、IGE（ガリシア統計局）   |            |             |                    |